# Iptissam/Io lo farei
Iptissam/Io lo farei è un singolo di Milva, pubblicato dalla Ricordi nel maggio del 1970. In entrambi i brani l'orchestra è diretta da Gian Piero Reverberi.

## Iptissam
Iptissam è un brano scritto da Antonietta De Simone, cover del brano Love song Adelina, scritto in origine da Jack Fishman e Jean Kluger e inciso da Dahlia Lavi.
Il brano fu incluso nell'album La filanda e altre storie.

## Io lo farei
Io lo farei è la canzone pubblicata sul lato B del singolo, scritta da Marcello Marrocchi e Mimma Gaspari, non inclusa in nessun album ma inserita nel 2016 nella raccolta Milva.

## Edizioni
Il singolo fu distribuito anche in Turchia, Canada e Giappone.

## Tracce
LATO A
1. Iptissam (testo: Antonietta De Simone – musica: Jack Fishman e Jean Kluger; edizioni musicali Pickwick)

LATO B
1. Io lo farei (testo: Mimma Gaspari – musica: Marcello Marrocchi; edizioni musicali Pegaso/RCA)